# 마장역 (경성궤도)
마장역(馬場驛)은 서울특별시 성동구 마장동에 있던 경성궤도의 역이었다. 매표소도 갖추지 않은 작은 시설로 영업하였다.

## 연혁
- 1932년 10월 11일: 동대문-왕십리 간 2.9 km 개통과 함께 영업 개시[2]
- 1966년 7월경[3]: 운행 중지